# Pierre Bérégovoy
Pierre Eugène Bérégovoy, född 23 december 1925 i Déville-lès-Rouen i Seine-Maritime, död 1 maj 1993 i Nevers i Nièvre, var en fransk socialistisk politiker av ryskt ursprung. Han var Frankrikes premiärminister under François Mitterrand mellan 1992 och 29 mars 1993.
Bérégovoy var blev stabschef under president François Mitterrand när han tillträdde 1981. Han var socialminister 1982-1984 och därefter finansminister 1984-1986 i premiärminister Laurent Fabius ministär. Han ledde François Mitterrands kampanj i presidentvalet 1988 och blev återigen finansminister 1988-1992. När Édith Cresson tvingades avgå som premiärminister efter socialistpartiets misslyckande i de lokala och regionala valen 1992 utnämndes Bérégovoy till hennes efterträdare. Bérégovoy lyckades dock inte vända opinionen och tvingades avgå efter 1993 års parlamentsval då socialistpartiet gjorde sitt sämsta val sedan 1960-talet.
Den 1 maj 1993 hittades Bérégovoy skjuten vid Loires strand i Nevers, hans hemstad i Bourgogne, där han också var borgmästare. Polisen bedömde det som ett självmord, men det finns spekulationer om att han blivit mördad.